# Smith & Wesson Модель 320
Smith & Wesson Модель 320 була револьверною гвинтівкою, яку компанія Smith & Wesson випустила наприкінці 19-го століття.
Smith & Wesson Модель 320 є дуже раритетною зброє компанії Smith & Wesson та дуже затребувана колекціонерами highly prized by collectors.

## Історія
Револьверна гвинтівка Smith & Wesson Модель 320 розроблена на основі конструкції револьвера Smith & Wesson Модель 3.
У період з 1879 по 1887 роки було випущено 977 револьверних гвинтівки. Діапазон їхніх серійних номерів від 1 до 977. 840 одиниць було продано в США, а 137 - експортовано.
Револьверна конструкція, яка була популярна у ручній зброї, не підійшла для гвинтівок. При пострілі з барабану вилітали частинки палаючого пороху. Для револьверів це не було проблемою, оскільки обидві руки стрільця були за межами барабану при стрільбі. А от гвинтівку стрілець тримав лівою рукою перед барабаном, тому палаючі часточки пороху на великій швидкості потрапляли на ліву руку стрільця. Ця небажана особливість значно зменшила популярність револьверних гвинтівок.

## Конструкція
Револьверна гвинтівка Модель 320 мала переламну у верхній частині раму, як і у револьвері Модель 3 та з'ємний приклад.
У гвинтівці використовували спеціальні набої .32 калібру. Використання унітарного набою позитивно вплинуло на конструкцію на відміну від револьверної гвинтівки Кольта,  в якій не використовували набої, що ланцюгового запалення при стрільбі (постріл з усіх камор одночасно через розсипання або через залишки пороху у зброї). Хоча Smith & Wesson Модель 320 не мала проблем з ланцюговим запалювання, у Моделі 320, як і у гвинтівці Colt, була небезпека розпорошення палаючого пороху з барабану на руки стрільця.